# Ethridge (Tennessee)
Ethridge is een plaats (town) in de Amerikaanse staat Tennessee, en valt bestuurlijk gezien onder Lawrence County.

## Demografie
Bij de volkstelling in 2000 werd het aantal inwoners vastgesteld op 536.
In 2006 is het aantal inwoners door het United States Census Bureau geschat op 553, een stijging van 17 (3,2%).

## Geografie
Volgens het United States Census Bureau beslaat de plaats een oppervlakte van
3,0 km², geheel bestaande uit land. Ethridge ligt op ongeveer 306 m boven zeeniveau.

## Plaatsen in de nabije omgeving
De onderstaande figuur toont nabijgelegen plaatsen in een straal van 32 km rond Ethridge.